# Schweinekamm

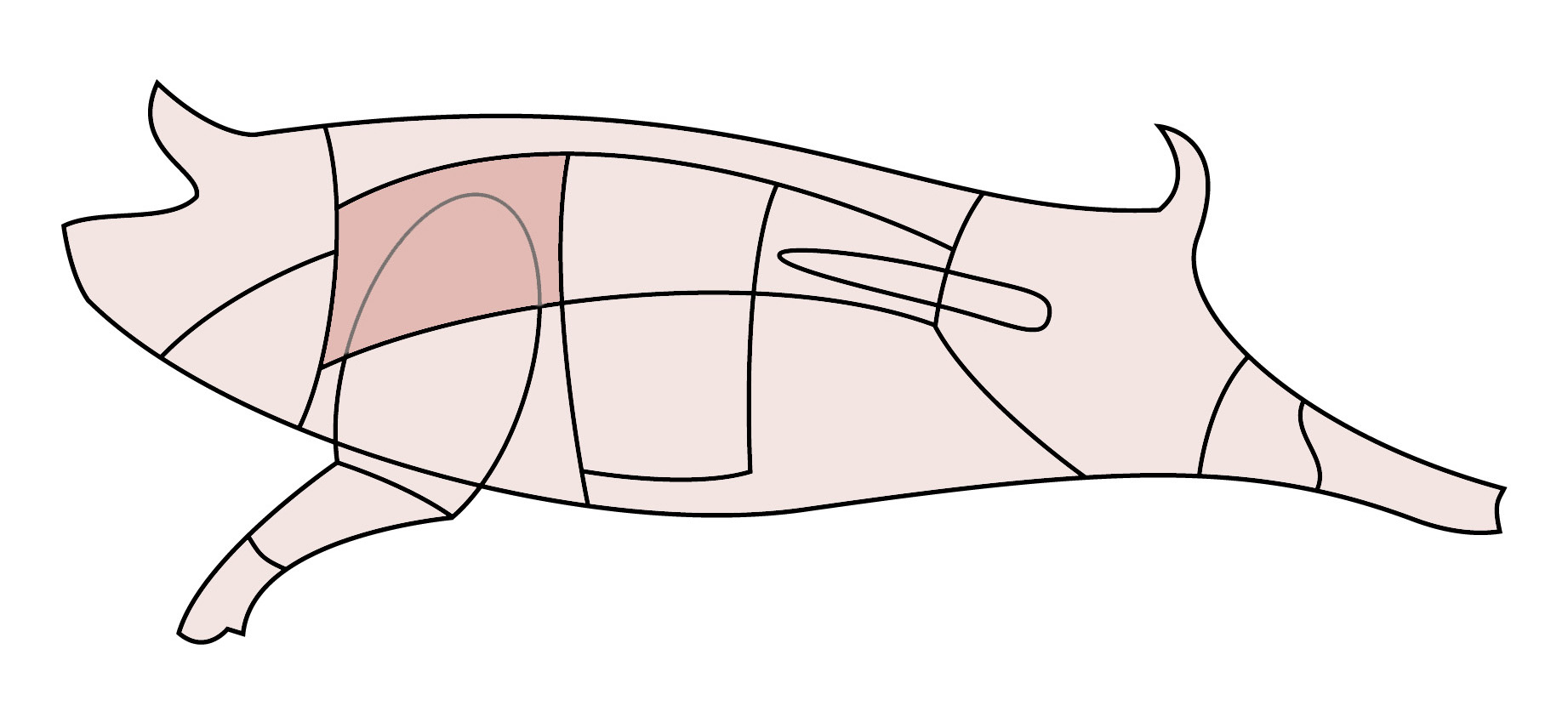
Schweinenacken

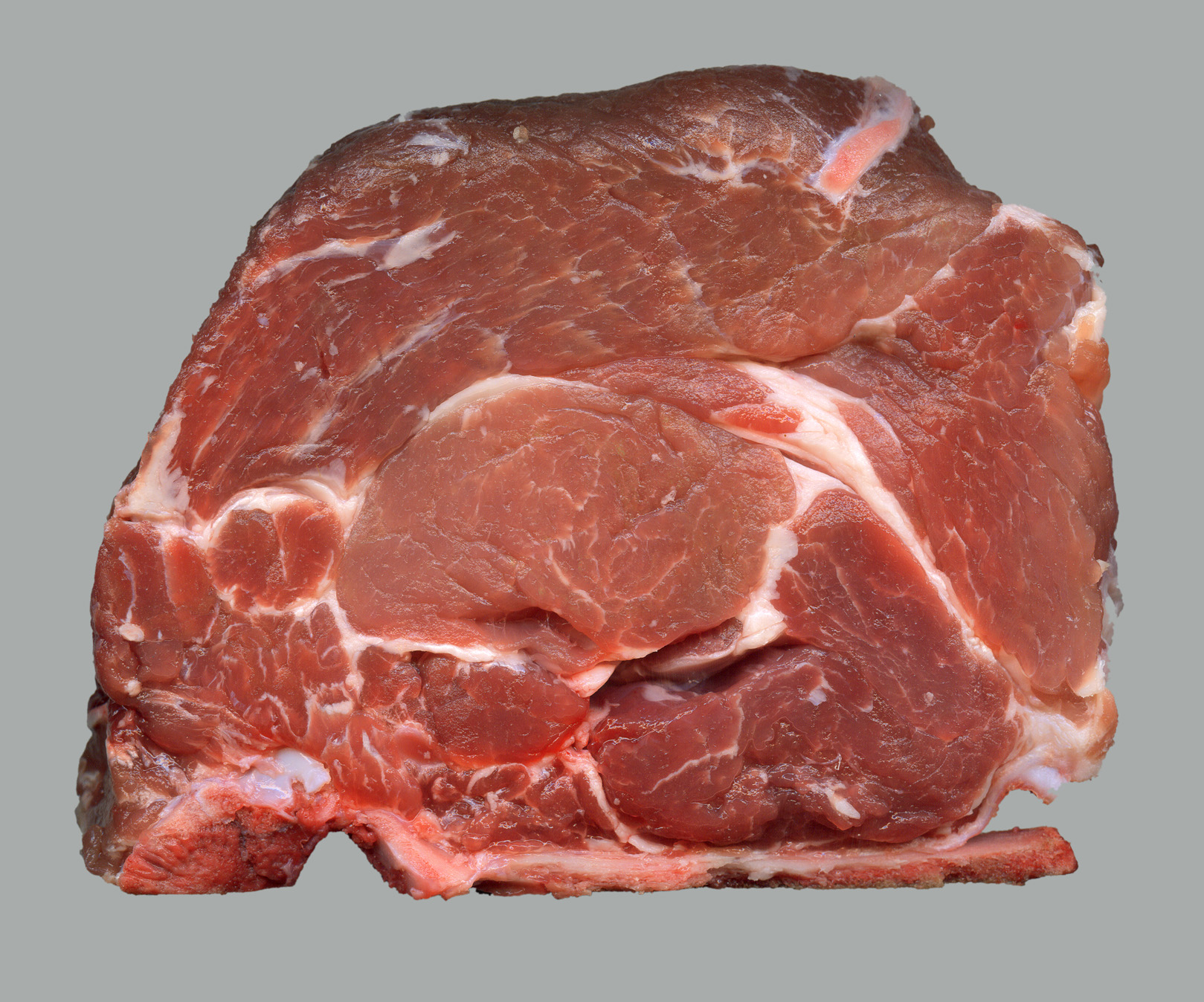
Schweinenacken mit Knochen

Der Schweinekamm, auch Hals, Nacken, Kernbraten, Halsgrat oder (österreichisch) Schopfbraten genannt, ist die vordere Verlängerung des Kotelettstrangs vom Schwein bis zur vierten oder fünften Rippe. Er ist stark von Fett durchwachsen (Fettgehalt etwa 10 bis 15 Prozent) und daher besonders saftig und aromatisch.
Ohne Knochen wird Schweinekamm als Bratenstück zum Schmoren oder in Scheiben als Steak zum Grillen oder Braten angeboten, mit Knochen auch als Kotelett. Verbreitet ist das vorherige Marinieren der Steaks in Öl, Zwiebeln und Gewürzen. Gepökelt und leicht geräuchert kommt er in Deutschland als Kasseler Kamm in den Handel, in Österreich als Surschopf, wurde das Fleisch noch zusätzlich geräuchert als Selchschopf. In den USA wird der Schweinenacken neben der Schweineschulter zur Zubereitung des Barbecue-Gerichtes Pulled Pork verwendet.